# Henotesia oxypteron
Henotesia oxypteron är en fjärilsart som beskrevs av Charles Oberthür 1916. Henotesia oxypteron ingår i släktet Henotesia och familjen praktfjärilar. Inga underarter finns listade i Catalogue of Life.